# 甫吉島尹善道園林
甫吉岛尹善道园林（韓語：보길도 윤선도 원림）是韓國著名的文化遗产，為朝鲜王朝时代的文臣、诗人兼知识分子尹善道度过其余生的地方，位於全羅南道莞島郡甫吉面。該處於1992年1月11日被指定为第368号史蹟，2008年1月8日改列為第34号名勝。
甫吉岛尹善道园林是朝鲜时期代表性的园林。尹善道因丙子胡乱在往济州岛行进途中偶然被此处绝美的风景吸引而留了下来。尹善道的《渔父四时诗》等多部作品均在此创作。乐书斋共由东面、西面以及中央三间小巧的瓦房组成，是尹善道研究朱子学的地方。乐书斋正面半山腰懸崖峭壁上建了一间名叫“洞天石室”的亭式单间房屋。洗然池与回水潭之间的洗然亭中央挂着“洗然池”、东边挂着“湖光楼”、南边挂着“樂飢欄”、西边挂着“同華阁”及“七岩轩”牌匾。
直到85岁在乐书斋去世為止，他在甫吉岛的各处先后建洗然亭，无憫堂，曲水堂，静成庵等25所建筑和亭子，修整了自己的乐园芙蓉洞庭院。
迄今留下来的芙蓉洞庭院大体分三大区域。首先是居住的住房乐书斋周围和其对面的山腰休憩场地洞天石室周围，还有芙蓉洞入口的游览场地洗然亭周围。